# Jacob Ochtervelt
Jacob Ochtervelt (1634, Rotterdam - 1682, Amsterdam)est un peintre néerlandais du siècle d'or. Il se spécialise dans la peinture de portraits et de scènes de genre.

## Biographie
Jacob Ochtervelt est né en 1634 à Rotterdam aux Pays-Bas.
Il étudie la peinture à Haarlem auprès de Nicolaes Berchem, en compagnie de Pieter de Hooch. Il retourne travailler ensuite à Rotterdam entre 1655 et 1672, où il perfectionne son art avec les leçons de Ludolf de Jongh. Après la rampjaar en 1672, qui est une année désastreuse pour les Pays-Bas, il déménage et s'installe à Amsterdam en 1674. Il peint à plusieurs reprises des scènes d'intérieur avec de jeunes femmes ou des musiciens.
Il meurt le 1er mai 1682 à Amsterdam.

## Œuvres
- Les Joueurs[2], Rijksmuseum, Amsterdam
- Les Régents de l'hôpital des lépreux, Musée historique, Amsterdam
- La Lettre d'amour, Metropolitan Museum of Art, New York
- Le Marchand, Mauritshuis, La Haye
- Les Mangeurs d'huitres, 1665-1669, huile sur panneau, 48 × 38 cm, Musée Thyssen-Bornemisza, Madrid[3]
- La Sérénade, 1669, Kunsthalle, Brême
- La Vendeuse de raisins, Musée de l'Ermitage, Saint-Pétersbourg
- Musiciens au cabaret, vers 1674, Collection Bentinck-Thyssen, Luxembourg[4]
- La Requête Amoureuse, vers 1670

## Galerie

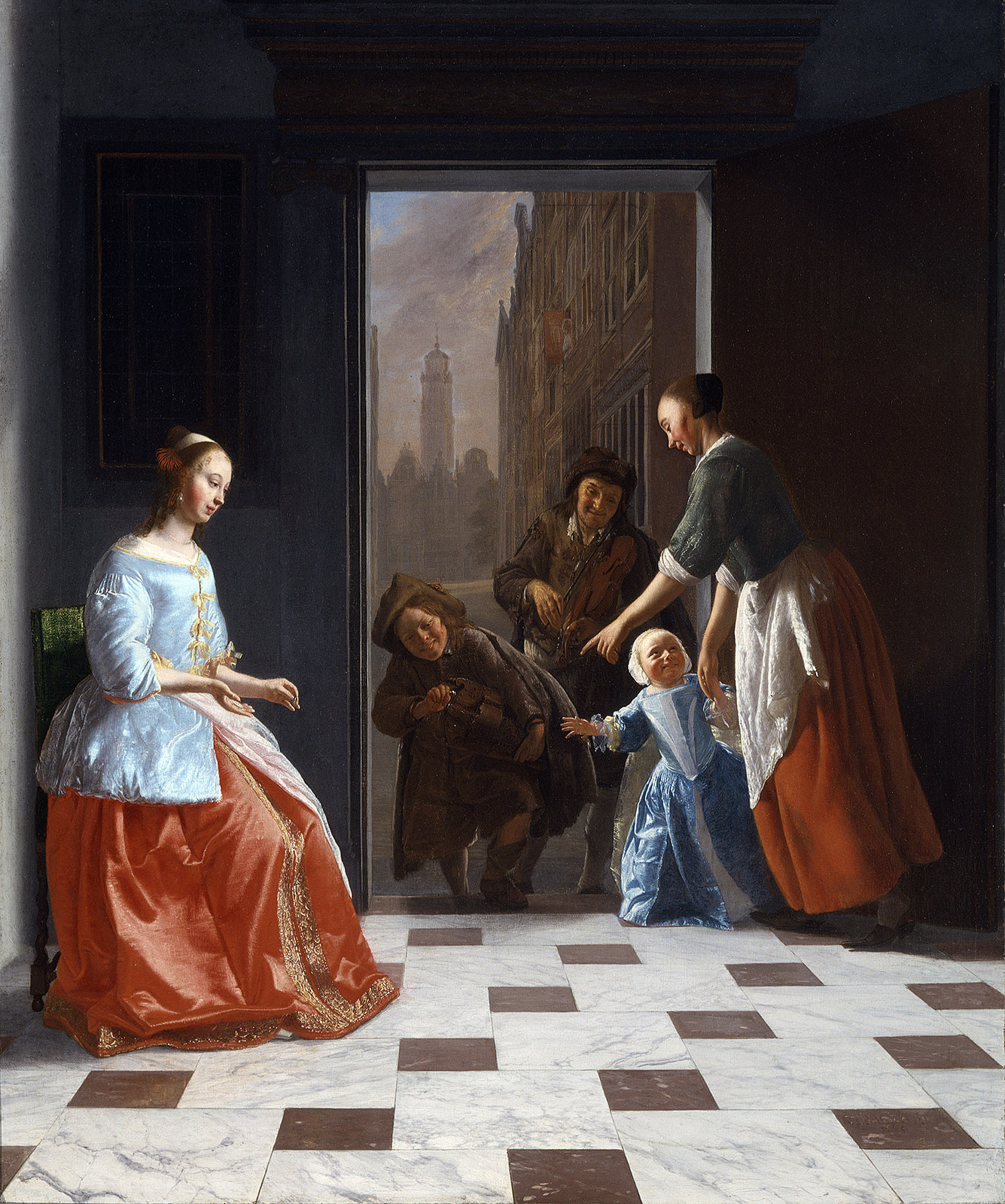
Musiciens itinérants à la porte d'un foyer (1665), Musée d'art de Saint-Louis, Saint-Louis, Missouri
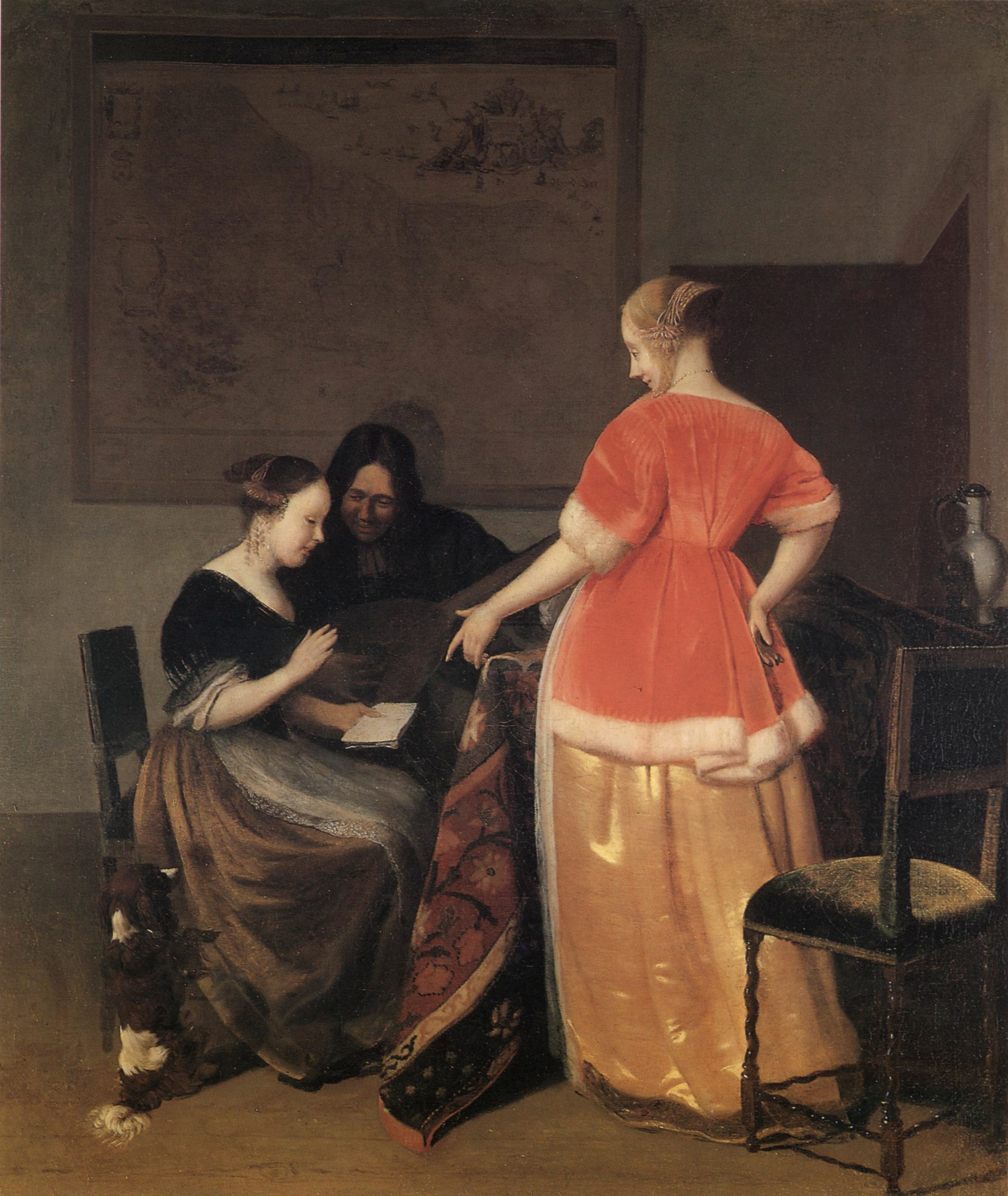
La Leçon de musique (vers 1667), Reiss-Engelhorn-Museen, Mannheim
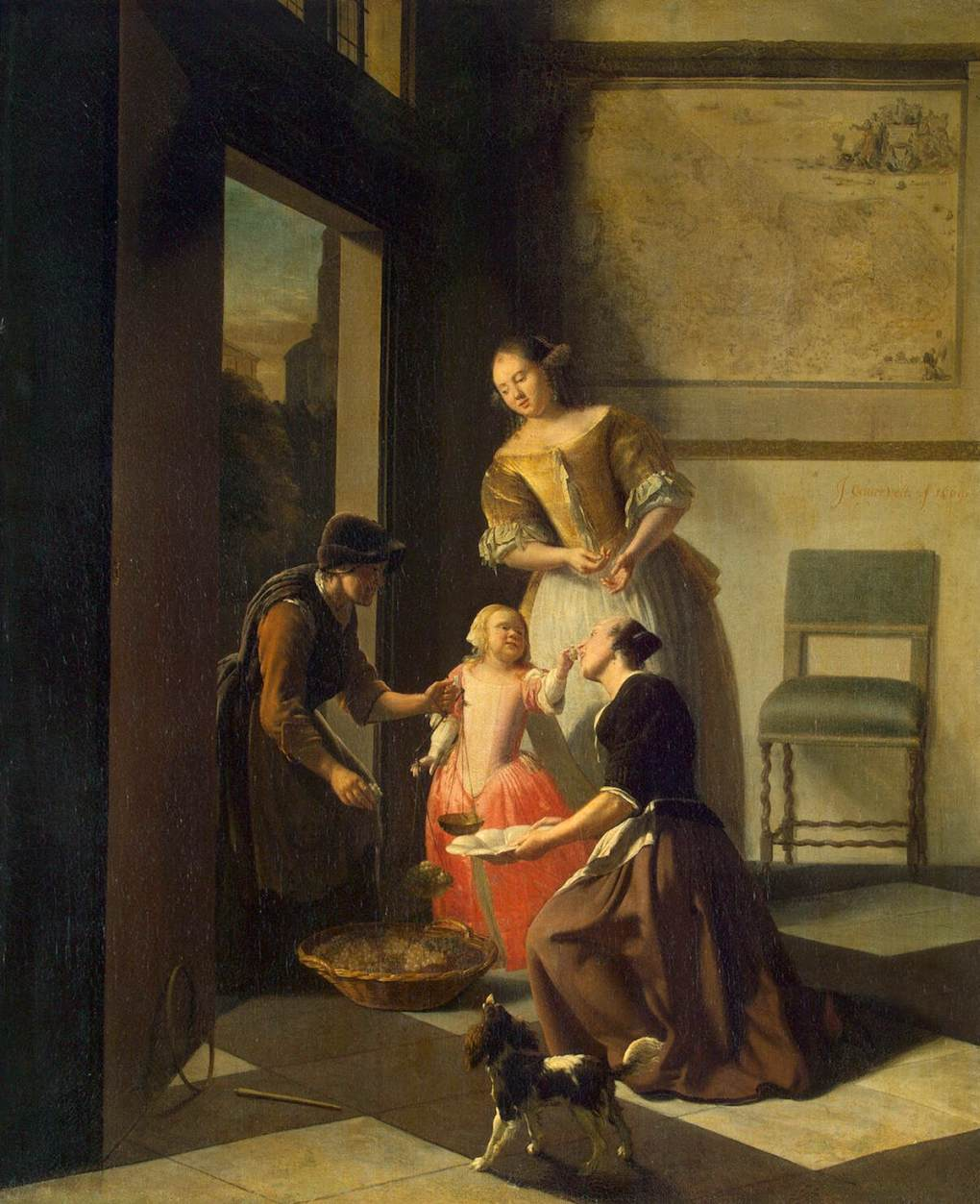
La Vendeuse de raisins (1669), Musée de l'Ermitage, Saint-Pétersbourg
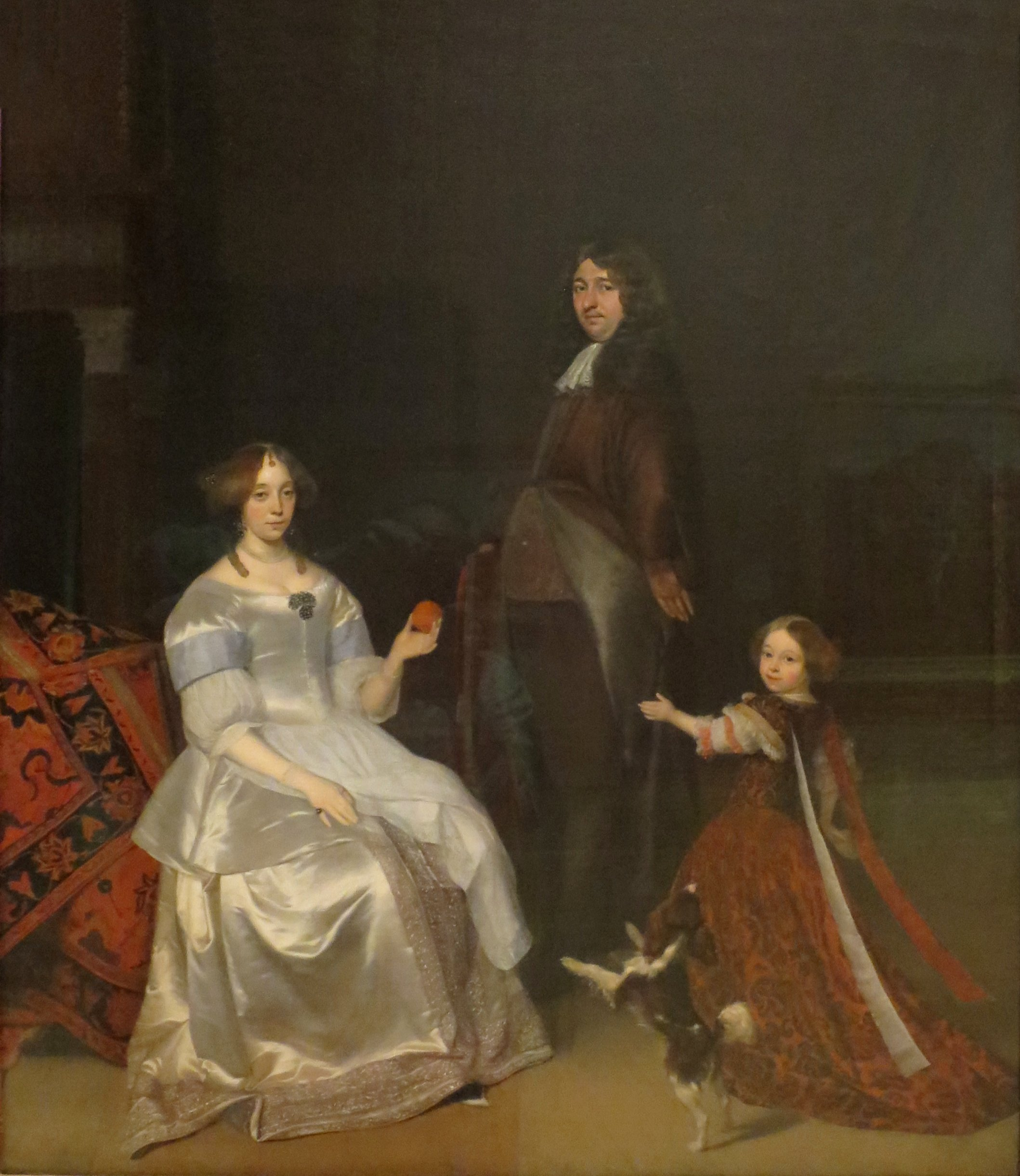
Portrait de famille (vers 1670-1675), Norton Simon Museum, Pasadena, Californie
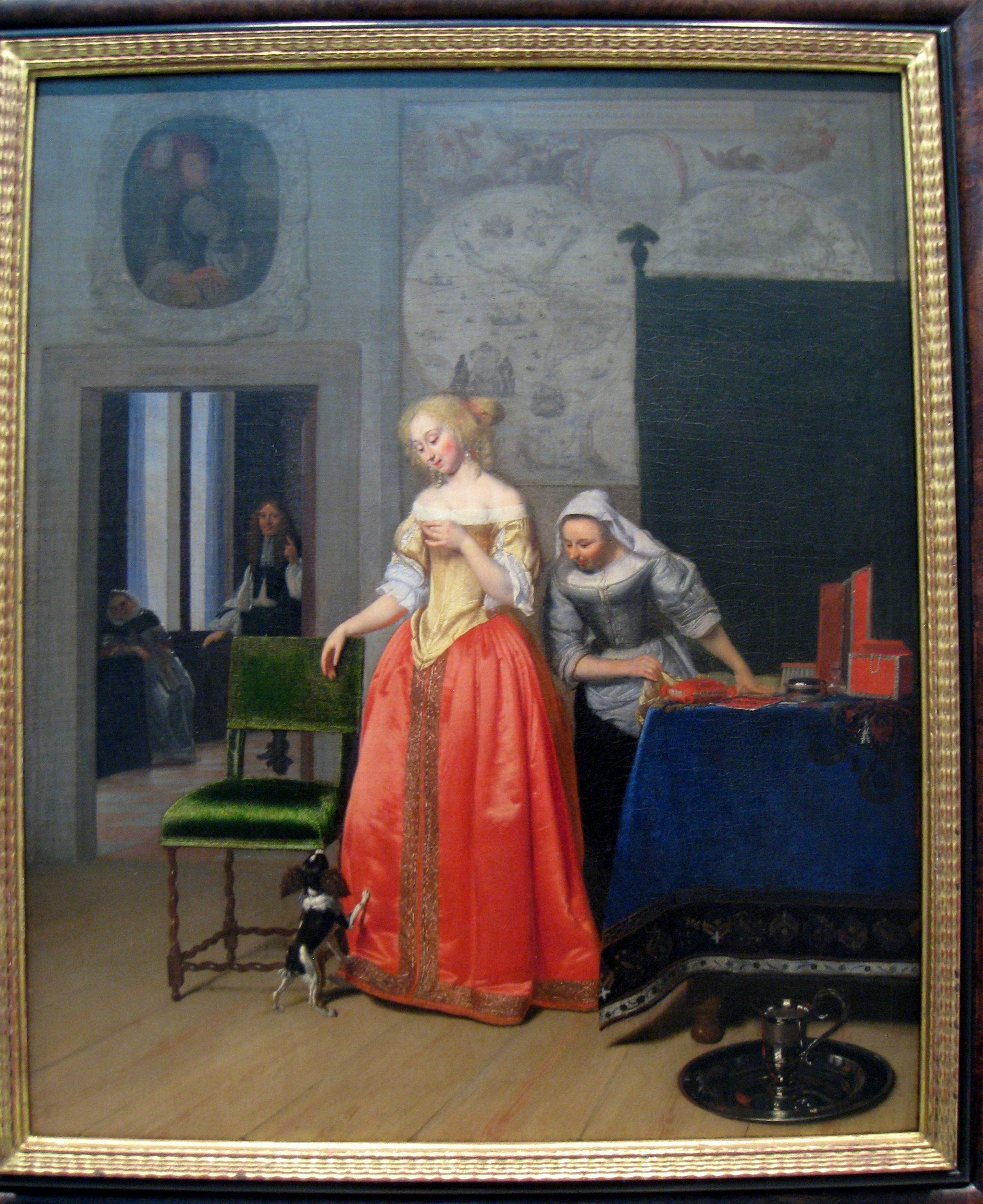
Lady avec une servante et un chien (vers 1671-1673), Carnegie Museum of Art, Pittsburgh, Pennsylvanie
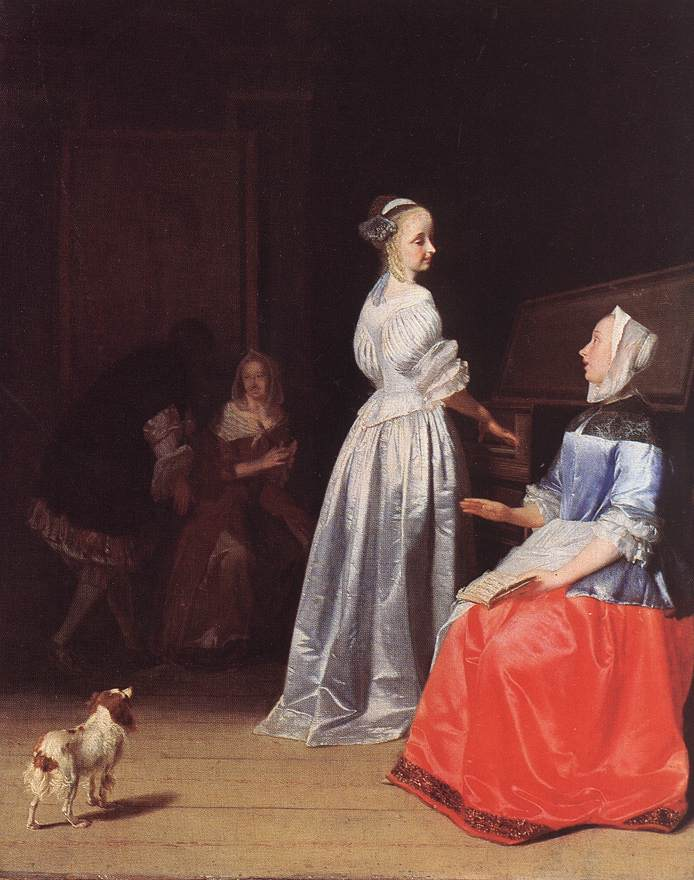
La Répétition d'une chanson, seconde moitié du XVIIe siècle, Gemäldegalerie Alte Meister, Cassel, Hesse